# Унион банка Израела
Унион банка Израела (хебр. בנק אגוד לישראל) или Банка Игуд, познатија по свом хебрејском имену, шеста је највећа израелска банка, са тридесет филијала широм земље.
У септембру 2020. године, Банка Мизрахи-Тефахот је стекла све акције Банке Игуд, те је од 1. октобра 2020. године, Игуд банка престала да постоји као јавно трговано предузеће и постала подружница Банке Мизрахи-Тефахот. Мизрахи је именовала 4 директора у управни одбор банке, а такође је именовала Мошеа Левија за председника управног одбора уместо Зеева Авијела. До 15. новембра 2022. године, сви клијенти Игуд банке су пребачени у Мизрахи-Тефахот. 31. децембра 2022. године, процес спајања је у потпуности завршен и „Игуд“ је престао да постоји као ентитет.
Током 202. године профит прве интернационалне банке је скочио за 20%.

## Историја
Банку Игуд основали су 1951. године Економска компанија за Израел из Њујорка и Палестинско удружење из Лондона. Овим су настављене банкарске операције Палестинског удружења, које је било активно у Земљи Израела од 1922. године. У априлу 1954. године, Банка Леуми је стекла већину акција Палестинског удружења, што је резултирало тиме да је Банка Игуд постала заједничко власништво Банке Леуми и Економске компаније. У марту 1958. године предложено је спајање са Фојхтвангер банком, али преговори нису успели и спајање није настављено. Године 1961, Банка Леуми је купила преостале акције, стекавши пуно власништво над Банком Игуд.
У 2014. години, Банка Игуд је имала тржишни удео од око 3% банкарског система у Израелу, фокусирајући се на комерцијалне активности за оне са високим приходима.
Јединствен сектор у којем је банка пословала био је сектор дијаманата. Када је основана Дијамантска берза, трговина дијамантима се такође одвијала у згради у којој су се налазиле канцеларије банке у Тел Авиву, чиме је успостављена веза између овог сектора и банке. Тржишни удео банке у сектору дијаманата износио је око 22%, што је знатно више од њеног релативног удела на општем банкарском тржишту. Као део процеса спајања са Мизрахи банком, кредитни портфолио банке у сектору дијаманата продат је компанији „Peninsula“.